# Огън (роман на Стивън Кинг)
„Блейз“ е роман от Стивън Кинг, публикуван на 12 юни 2007 г. Стивън Кинг обявява, че е намерил в мазето си ръкописа на „Блейз“ - дълъг 173 страници роман, който той пише успоредно със „Сейлъм'с Лот“ и завършва през 1973, а по-късно пренаписва първите 106 страници. Кинг се заема да редактира и пренапише остатъка от романа и по-нататък го публикува под името Ричард Бакман.
В завършения си вид романът има дължина от 291 страници. Книгата е преведена на български език, като се очаква нейното издаване в първата половина на 2008 г.

## Сюжет
Внимание:  Текстът по-долу разкрива сюжета на произведението (или части от него)!
Романът се разказва за грамаден, но не особено умен престъпник - Блейз - който отвлича бебето на заможни родители, като се надява да получи за него щедър откуп от 1 000 000 долара, но постепенно обиква невръстното дете. В края на книгата Блейз бяга от властите по повърхността на замръзнало езеро, но е убит от куршум и бебето е върнато на родителите му.